# Cartaletis agis
Cartaletis agis är en fjärilsart som beskrevs av Druce 1910. Cartaletis agis ingår i släktet Cartaletis och familjen mätare. Inga underarter finns listade i Catalogue of Life.